# お好み共和国ひろしま村
お好み共和国ひろしま村（おこのみきょうわこくひろしまむら）は広島県広島市中区新天地にあるお好み焼き店の連なる新天地ニューズビル内にあるフードテーマパーク。付近のお好み村とは異なる。

## 概要
2つの階に4店のお好み焼き店が営業している。お好み焼き、鉄板焼きや各種ドリンクも取り揃えており、少人数から最大150名様までの宴会も可能である。各店を実際に使用した、お好み焼体験学習も実施中である。お好みソースは、オタフクソースを使用している。2001年にオープンした。

## 店舗一覧
- じごや(2階/事務局)
- 姉妹(2階)
- 進(2階)
- 炎(3階）

## アクセス
八丁堀電停から徒歩3分。